# Government Accountability Office

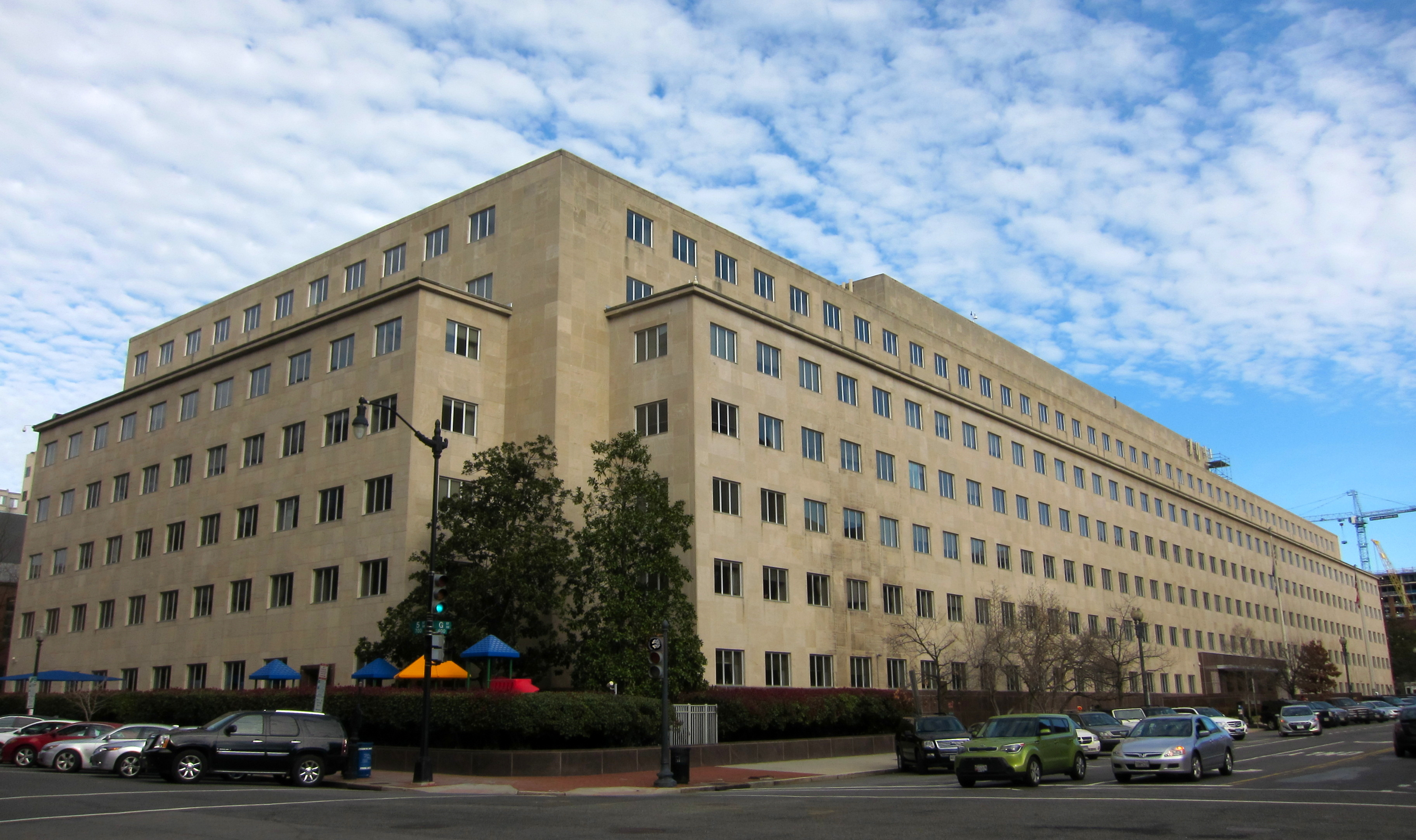
The General Accounting Office Building - siedziba U.S. Government Accountability Office

Government Accountability Office, GAO – instytucja kontrolna Kongresu Stanów Zjednoczonych. Kieruje nią Comptroller General of the United States, mianowany przez prezydenta na 15 lat.